# تو احمقی (فیلم)
تو احمقی (انگلیسی: You Stupid Man) یک فیلم در ژانر کمدی رمانتیک به کارگردانی برایان برنس است. از بازیگران آن می‌توان به میلا یوویچ، دیوید کرامهولتز، دنیس ریچاردز، ویلیام بالدوین، و جسیکا کافیل اشاره کرد.